# Doar
Doar (Fries voor deur en durf) was een Fries literair internettijdschrift rond de schrijver-dichter Arjan Hut. Doar richtte zich op een publiek van jongeren. Het in opgerichte tijdschrift verscheen maandelijks tussen mei 2003 en juli 2006.
De redactie bestond aanvankelijk uit Arjan Hut, Bert Kobus, Elizabeth Hietkamp, Arjan Weesies en Sito Wijngaarden. De laatste redactie bestond uit Elizabeth Hietkamp, Aukje-Tjitske Hovinga en Else Feikje van der Berg.

## Geschiedenis van Doar
- In mei 2003 verscheen de website van Doar met het eerste nummer.
- De redactie van Doar was in oktober 2004 een van de initiatiefnemers van de sindsdien jaarlijks uitgereikte schrijfprijs Junior Rely.
- In december 2004 haalde Doar het nieuws met de uitreiking van de gouden lykdoarns ("gouden likdoorns"), speels-plagerige onderscheidingen voor onder anderen het slechtst vormgegeven boek, de bruutste recensent en de grootste literaire selfkicker.
- In september 2005 organiseerde Doar met de Stichting Elektroanyske Letteren Fryslân een horror-schrijfwedstrijd onder de naam Frysk bloed.
- In maart 2006 verscheen bij uitgeverij Venus Doar Boek, met daarin een keuze uit de artikelen van de website.
- In september 2008 werd Doar.nl opgeheven.